# Słoboda (gmina Ławaryszki)
Słoboda (lit. Slabada) – wieś na Litwie, w rejonie wileńskim, 3 km na zachód od Ławaryszek, nad Wilenką. W 2021 roku liczyła 165 mieszkańców.
We wsi znajduje się prywatne obserwatorium astronomiczne prowadzone przez Henryka Sielewicza, astronoma amatora.

## Historia
W dwudziestoleciu międzywojennym leżała w Polsce, w województwie wileńskim, w powiecie wileńsko-trockim, w gminie Mickuny.
Po II wojnie światowej w granicach Związku Sowieckiego. Od 1991 na niepodległej Litwie.